# Изник
Изник (тур. İznik, греч. Νίκαια) — город и район в турецкой провинции Бурса, в древности — Никея. Город расположен на восточном берегу озера Изник. Главная достопримечательность города — византийские крепостные стены. Население — около 15 000 человек.

## История города
Город был основан в незапамятные времена. В 316 г. до н. э. город был восстановлен Антигоном, а в 301 г. до н. э. город получил название Никея.
Город сыграл большую роль в развитии христианства. В городе прошли два вселенских собора:
- 325 г. — I Никейский (I Вселенский) Собор
- 787 г. — II Никейский (VII Вселенский) Собор

В 1078 г. город попадает под власть турок-сельджуков. 1097 — Осада Никеи крестоносцами и византийцами. Город сдаётся и становится вновь византийским (до 1330).
В 1204—1261 город является столицей Никейской империи
Около 1330 года город был захвачен турками и вошел в состав Османской империи. С этого времени город носит современное название — Изник.
В XVI—XVII веках город был центром производства декоративной керамики (Фриттовый фарфор).